# ウインデュエル
ウインデュエルは日本の競走馬・種牡馬。
中央競馬で競走生活を送り、重賞競走にはあと一歩で手が届かなかったもののダートで6連勝を含む10戦8勝の成績を挙げ、引退後には種牡馬となった。馬名は冠名の「ウイン」と、英語で決闘を意味する「デュエル」が由来となっている。

## 経歴

### 競走馬時代
1999年、セレクトセールにて6000万円で落札された市場取引馬で、ウインレーシングクラブにて一口馬主が募集された。募集価格は総額8000万円、募集口数400口、一口価格20万円だった。
競走馬としてのデビューは遅く、3歳時の2002年8月だったが、函館競馬場のダート1700メートル戦で大差勝ちを収めた。芝の中距離路線へ進み、3歳以上500万円以下競走で2着となったあと、重賞のセントライト記念に格上挑戦したがバランスオブゲームの6着に終わる。その後は自己条件戦を2戦し1勝、3着1回としたが、11月の3歳以上1000万円以下競走を肩の跛行により出走取消となり、さらにその後左前脚に屈腱炎を発症し、1年以上の療養を余儀なくされた。
5歳となった2004年1月に実戦復帰し、そこからダートで6連勝を達成し一気にオープン馬に上り詰め、9月に行われた重賞のエルムステークスでは単勝オッズ1.2倍の圧倒的な1番人気に支持されたが、反応の鈍さから、先を行くパーソナルラッシュに1馬身4分の1およばず2着だった。その後右前脚に屈腱炎を発症し、ふたたび長期療養に入った。
6歳となった2005年、1年ぶりの実戦となったペルセウスステークスでトーセンブライト以下を抑えて勝利を挙げた。続くエニフステークスはハンデキャップ競走であったが人気に応えられず、ヴァーミリアンの5着に終わる。その後右前脚に屈腱炎が再発し、11月25日付で日本中央競馬会 (JRA) の競走馬登録を抹消され、引退した。
オープン特別競走を3勝したが、重賞は勝てないまま終わった。全14戦中、セントライト記念以外はすべて単勝1番人気で、そのうち11戦が1倍台のオッズであった。

## 競走成績
以下の内容は、netkeiba.comおよびJBISサーチに基づく。
| 年月日     | 競馬場 | 競走名           | 格   | 距離（馬場）  | 頭 数 | 枠 番 | 馬 番 | オッズ（人気） | 着順 | タイム （上り3F） | 着差 | 騎手       | 斤量 （kg） | 勝ち馬/（2着馬）       |
| ---------- | ------ | ---------------- | ---- | ------------- | ----- | ----- | ----- | -------------- | ---- | ----------------- | ---- | ---------- | ----------- | ---------------------- |
| 2002.08.03 | 函館   | 3歳未勝利        |      | ダ1700m（良） | 13    | 8     | 12    | 02.6（1人）    | 1着  | 1:47.1 (38.6)     | -1.9 | 岡部幸雄   | 55          | （トウショウコーラル） |
| 0000.08.31 | 札幌   | 3歳上500万下     |      | 芝2000m（良） | 14    | 7     | 12    | 01.4（1人）    | 2着  | 2:01.6 (35.1)     | -0.5 | 岡部幸雄   | 54          | シンコウリブレ         |
| 0000.09.15 | 新潟   | セントライト記念 | GII  | 芝2200m（良） | 17    | 2     | 4     | 12.0（6人）    | 6着  | 2:13.6 (34.9)     | -0.7 | 岡部幸雄   | 56          | バランスオブゲーム     |
| 0000.10.20 | 中山   | 3歳上500万下     |      | 芝2000m（稍） | 13    | 7     | 11    | 01.2（2人）    | 1着  | 2:01.7 (35.7)     | -0.0 | 横山典弘   | 55          | （ワイルドユース）     |
| 0000.10.27 | 中山   | 錦秋特別         | 1000 | 芝2000m（良） | 16    | 3     | 6     | 02.3（1人）    | 3着  | 2:00.0 (34.6)     | -0.2 | O.ペリエ   | 55          | エルカミーノ           |
| 0000.11.30 | 中山   | 3歳上1000万下    |      | ダ1800m（良） | 12    | 8     | 13    |                |      | 出走取消          |      | 岡部幸雄   | 55          | アサカブレイヴリー     |
| 2004.01.05 | 中山   | 4歳上500万下     |      | ダ1700m（良） | 16    | 2     | 3     | 01.7（1人）    | 1着  | 1:55.5 (37.9)     | -1.0 | 田中勝春   | 57          | （ミヤビフェラーリ）   |
| 0000.01.30 | 東京   | 立川特別         | 1000 | ダ1600m（良） | 16    | 1     | 1     | 01.5（1人）    | 1着  | 1:37.2 (37.4)     | -0.6 | 岡部幸雄   | 57.5        | （ジェイケイガバナー） |
| 0000.03.07 | 中山   | 鎌ケ谷特別       | 1000 | ダ1800m（良） | 16    | 2     | 4     | 01.1（1人）    | 1着  | 1:54.3 (38.8)     | -0.4 | 岡部幸雄   | 57          | （ウィッチズブルーム） |
| 0000.06.06 | 東京   | 麦秋S            | 1600 | ダ1600m（稍） | 15    | 8     | 14    | 01.7（1人）    | 1着  | 1:35.0 (36.5)     | -0.6 | 岡部幸雄   | 57          | （サミーミラクル）     |
| 0000.06.26 | 函館   | 麦秋S            | OP   | ダ1700m（良） | 11    | 4     | 4     | 01.6（1人）    | 1着  | 1:44.1 (36.4)     | -0.4 | 岡部幸雄   | 56          | （ヒシアトラス）       |
| 0000.07.18 | 函館   | マリーンS        | OP   | ダ1700m（良） | 13    | 3     | 3     | 01.1（1人）    | 1着  | 1:43.5 (37.0)     | -1.2 | D.ホワイト | 56          | （トシザボス）         |
| 0000.09.04 | 札幌   | エルムS          | GIII | ダ1700m（良） | 13    | 4     | 5     | 01.2（1人）    | 2着  | 1:43.5 (36.3)     | -0.2 | 岡部幸雄   | 56          | パーソナルラッシュ     |
| 2005.09.17 | 中山   | ペルセウスS      | OP   | ダ1800m（良） | 15    | 4     | 6     | 01.7（1人）    | 1着  | 1:52.2 (37.6)     | -0.3 | 北村宏司   | 57          | （トーセンブライト）   |
| 0000.10.15 | 京都   | エニフS          | OP   | ダ1800m（稍） | 16    | 8     | 16    | 01.4（1人）    | 5着  | 1:50.7 (37.7)     | -1.0 | 北村宏司   | 58.5        | ヴァーミリアン         |

## 競走馬引退後
競走馬引退後、株式会社ジェイエスに無料で譲渡され、アロースタッドで種牡馬となる。初年度となる2006年の種付け料は受胎確認後10万円、産駒誕生後20万円に設定され、39頭に種付けを行った。
2008年、9頭に種付けを行ったあと、乗馬としてのオファーを受け、産駒の競走馬デビューを待たずしてこの年限りで種牡馬を引退。8月11日にアロースタッドを去り、ノーザンホースパークへ移動した。
2009年にデビューした初年度産駒は中央競馬と地方競馬でそれぞれ勝利を挙げている。

## 血統表
| ウインデュエルの血統                                       | ウインデュエルの血統                                    | ウインデュエルの血統                             | （血統表の出典）                                 | （血統表の出典） |
| 父系                                                       | サンデーサイレンス系                                    | サンデーサイレンス系                             | サンデーサイレンス系                             | [ § 2 ]          |
| 父 *サンデーサイレンス Sunday Silence 1986 青鹿毛 アメリカ | 父の父Halo 1969 黒鹿毛 アメリカ                         | Hail to Reason                                   | Turn-to                                          | Turn-to          |
| 父 *サンデーサイレンス Sunday Silence 1986 青鹿毛 アメリカ | 父の父Halo 1969 黒鹿毛 アメリカ                         | Hail to Reason                                   | Nothirdchance                                    |                  |
| 父 *サンデーサイレンス Sunday Silence 1986 青鹿毛 アメリカ | 父の父Halo 1969 黒鹿毛 アメリカ                         | Cosmah                                           | Cosmic Bomb                                      | Cosmic Bomb      |
| 父 *サンデーサイレンス Sunday Silence 1986 青鹿毛 アメリカ | 父の父Halo 1969 黒鹿毛 アメリカ                         | Cosmah                                           | Almahmoud                                        |                  |
| 父 *サンデーサイレンス Sunday Silence 1986 青鹿毛 アメリカ | 父の母Wishing Well 1975 鹿毛 アメリカ                   | Understanding                                    | Promised Land                                    | Promised Land    |
| 父 *サンデーサイレンス Sunday Silence 1986 青鹿毛 アメリカ | 父の母Wishing Well 1975 鹿毛 アメリカ                   | Understanding                                    | Pretty Ways                                      |                  |
| 父 *サンデーサイレンス Sunday Silence 1986 青鹿毛 アメリカ | 父の母Wishing Well 1975 鹿毛 アメリカ                   | Mountain Flower                                  | Montparnasse                                     | Montparnasse     |
| 父 *サンデーサイレンス Sunday Silence 1986 青鹿毛 アメリカ | 父の母Wishing Well 1975 鹿毛 アメリカ                   | Mountain Flower                                  | Edelweiss                                        |                  |
| 母 ミヤビサクラコ 1989 栗毛                                | 母の父*ノーザンテースト Northern Taste 1971 栗毛 カナダ | Northern Dancer                                  | Nearctic                                         | Nearctic         |
| 母 ミヤビサクラコ 1989 栗毛                                | 母の父*ノーザンテースト Northern Taste 1971 栗毛 カナダ | Northern Dancer                                  | Natalma                                          |                  |
| 母 ミヤビサクラコ 1989 栗毛                                | 母の父*ノーザンテースト Northern Taste 1971 栗毛 カナダ | Lady Victoria                                    | Victoria Park                                    | Victoria Park    |
| 母 ミヤビサクラコ 1989 栗毛                                | 母の父*ノーザンテースト Northern Taste 1971 栗毛 カナダ | Lady Victoria                                    | Lady Angela                                      |                  |
| 母 ミヤビサクラコ 1989 栗毛                                | 母の母ダイナフリーウェイ 1982 栗毛                      | *ディクタス                                      | Sanctus                                          | Sanctus          |
| 母 ミヤビサクラコ 1989 栗毛                                | 母の母ダイナフリーウェイ 1982 栗毛                      | *ディクタス                                      | Doronic                                          |                  |
| 母 ミヤビサクラコ 1989 栗毛                                | 母の母ダイナフリーウェイ 1982 栗毛                      | シャダイシグナル                                 | *ボールドリック                                  | *ボールドリック  |
| 母 ミヤビサクラコ 1989 栗毛                                | 母の母ダイナフリーウェイ 1982 栗毛                      | シャダイシグナル                                 | *セイフティー                                    |                  |
| 母系(F-No.)                                                | セイフテイー(USA)系(FN:13-c)                            | セイフテイー(USA)系(FN:13-c)                     | セイフテイー(USA)系(FN:13-c)                     | [ § 3 ]          |
| 5代内の近親交配                                            | Almahmoud 4×5=9.38%、Lady Angela 4･5(母内)=9.38%        | Almahmoud 4×5=9.38%、Lady Angela 4･5(母内)=9.38% | Almahmoud 4×5=9.38%、Lady Angela 4･5(母内)=9.38% | [ § 4 ]          |
| 出典                                                       | 1. 2. 3. 4.                                             | 1. 2. 3. 4.                                      | 1. 2. 3. 4.                                      | 1. 2. 3. 4.      |

- 全兄に北海道3歳優駿に優勝したキングオブサンデー、京都ハイジャンプほか障害重賞4勝のウインマーベラス、京成杯3着のロイヤルキャンサー[22]。